# Essi Laine
Essi Laine (født 27. juli 1984 i Lahti, Finland) er en tidligere professionel tennisspiller fra Finland. 
Essi Laine højeste rangering på WTA single rangliste var som nummer 939, hvilket hun opnåede 8. september 2003. I double er den bedste placering nummer 444, hvilket blev opnået 11. april 2005. 
Essi Laine er storesøster til Finlands bedste kvindelige tennisspiller Emma Laine. Essi Laine er endvidere datter af den tidligere finske ishockeyspiller Erkki Laine